# هیروشی کاتایاما
هیروشی کاتایاما (به انگلیسی: Hiroshi Katayama) بازیکن فوتبال اهل ژاپن و عضو تیم ملی فوتبال ژاپن است که در تاریخ ۰۲ اوت ۱۹۶۱ میلادی اولین بازی ملی‌اش را انجام داد. او در ۳۸ بازی ملی حضور داشت و آخرین بازی ملی خود را در تاریخ ۲ اکتبر ۱۹۷۱ میلادی انجام داد. هیروشی کاتایاما در بازی‌های ملی‌اش
گلی به ثمر نرساند.